# Насау-Вайлбург
Насау-Вайлбург (на немски: Nassau-Weilbur, (Gefürstete) Grafschaft Nassau-Weilburg) е територия на Свещената Римска империя и линия на фамилията Дом Насау от 1344 до 1806 г.
Територията Насау-Вайлбург първо е имперско графство. През 1366 г. е издигната на покнязено графство. През 1688/1737 г. покнязените графове получават титлата и ранга на имперски князе. През 1806 г. те стават херцози. От фамилията произлизат от 1890 г. великите херцози на Люксембург.

## История
Вайлбург в Хесен е още по времето на Меровингите кралска собственост. Крал Адолф от Насау купува през 1294 г. за фамилията си целия Вайлбург с господството Вайлбург. През 1355 г. неговият внук граф Йохан I основава старата линия Насау-Вайлбург. През 1381 г. чрез женитбата на Йохан I за Йохана фон Саарбрюкен графството Саарбрюкен отива на Насау-Вайлбург. Фамилията получава Графство Сарверден и други територии.
През 1428/1442 г. територията се разделя на нова линия Насау-Вайлбург и линия Насау-Саарбрюкен. Насау-Вайлбург се дели през 1561 г. още веднъж на Насау-Вайлбург и Насау-Вайлнау.
От 1545 до 1590 г. се построява барок-дворец Вайлбург на мястото на кастел „Вилинебурх“ от 906 г. на Конрадините, при устието на река Вайл в Лан.
През 1688 г. Насау-Вайлбург и Насау-Узинген получават титлата имперски княз. Чрез женитба през 1799 г. голяма част от имперското Графство Сайн-Хахенбург отива към Насау-Вайлбург.
През 1806 г. Насау-Вайлбург е член на Рейнския съюз и се присъединява заедно с Насау-Узинген към Херцогство Насау. От 1816 г. херцозите от Насау-Вайлбург управляват сами Херцогство Насау. През 1866 г. херцозите получават 8,5 милиона талери и дворците Вайлбург и Бибрих от Прусия. Херцог Адолф фон Насау (1817 – 1905) става през 1890 г. велик херцог на Люксембург.
Линията Насау-Вайлбург се прекратява през 1912 г. със смъртта на Вилхелм IV (1852 – 1912) и отива на неговата дъщеря великата херцогиня Шарлота (1896 – 1985) в новооснованата фамилия Дом Люксембург-Насау. След нейната сватба през 1919 г. с нейния братовчед принц Феликс от Бурбон-Парма (1893 – 1970) от Бурбоните.